# Henry H. Arnold

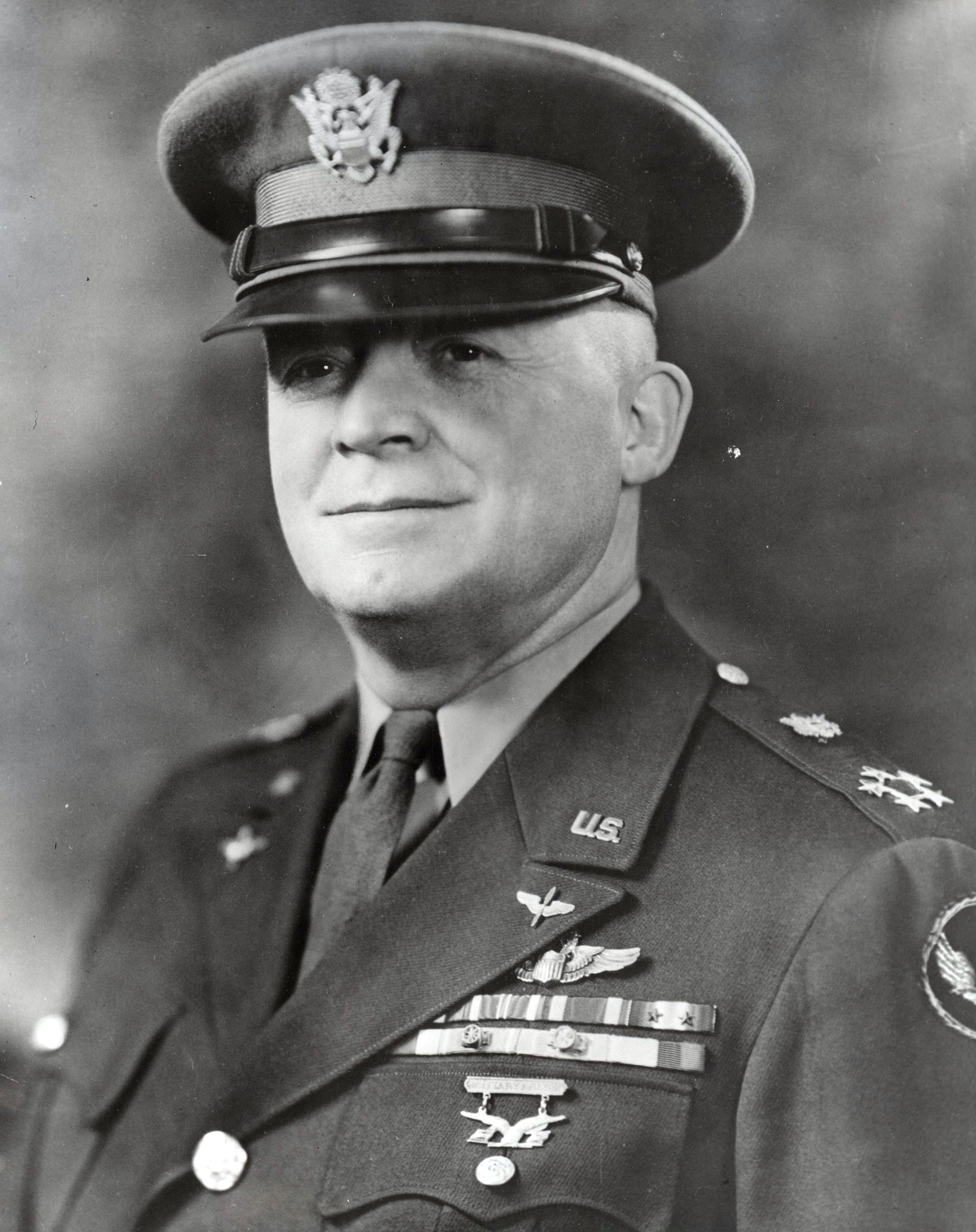
Hap Arnold, 1949/50

Henry Harley „Hap“ Arnold (* 25. Juni 1886 in Gladwyne, Pennsylvania; † 15. Januar 1950 in Sonoma, Kalifornien) war ein US-amerikanischer General of the Army und General of the Air Force. Er war von 1938 bis 1941 Chef des United States Army Air Corps und anschließend bis 1946 Oberbefehlshaber der United States Army Air Forces.

## Biografie

### Frühe militärische Laufbahn

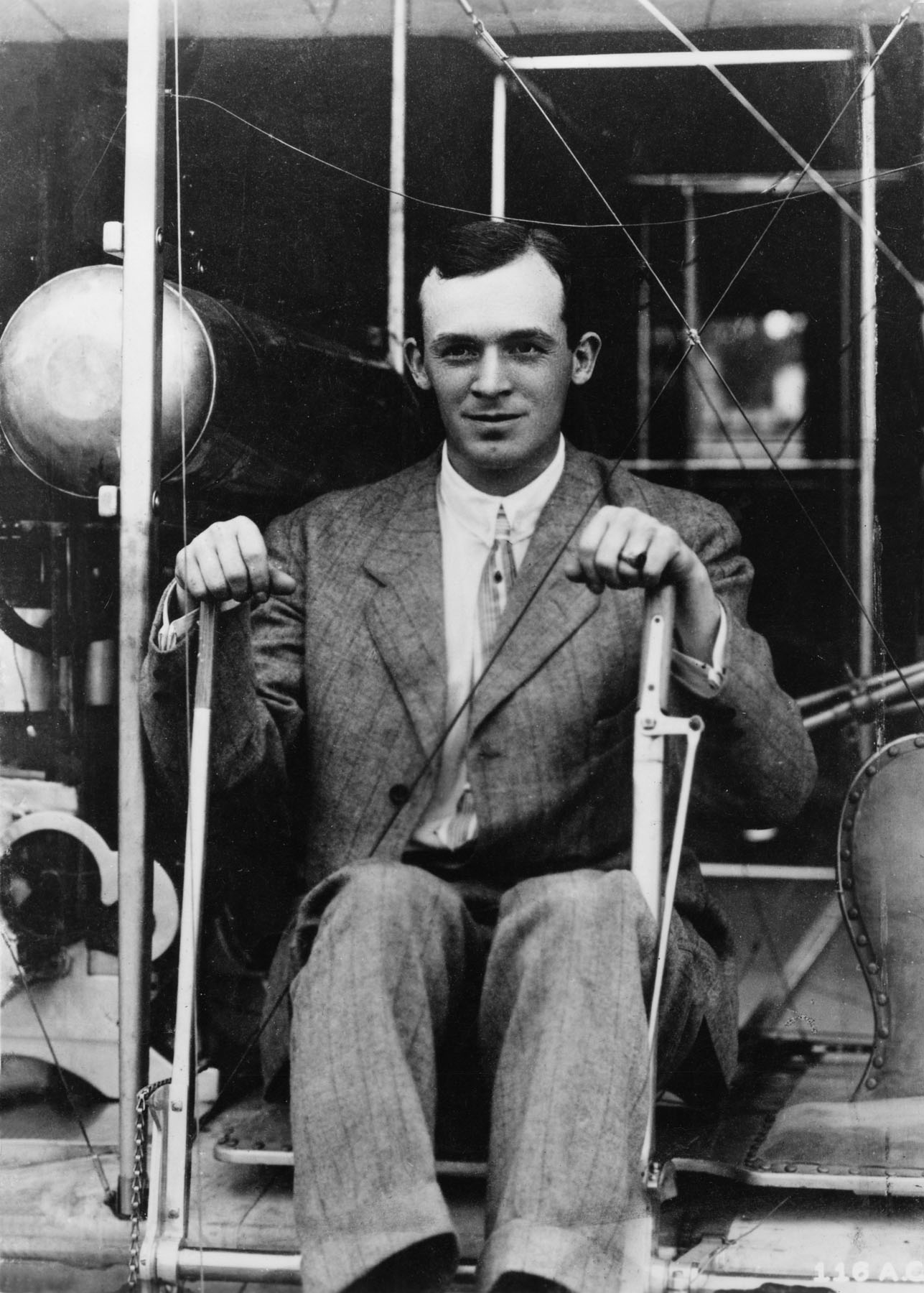
Arnold am Steuer eines Wright Model B, 1911

Arnold begann 1903 im Alter von 17 Jahren seine Ausbildung an der West Point Military Academy und erhielt 1907 sein Patent als Second Lieutenant der Infanterie. Die ersten zwei Jahre seines Dienstes verbrachte er auf den Philippinen.
1911 wurde er in die Aeronautical Division des U.S. Army Signal Corps versetzt und begann eine Pilotenausbildung in der Flugschule der Brüder Wright. Er gehörte zu den ersten amerikanischen Offizieren, die das Flugzeugführerabzeichen tragen durften. Nach Abschluss seiner Ausbildung fungierte er als einer der ersten militärischen Ausbilder der Aeronautical Division an der Flugschule in College Park, Maryland. Er stellte in dieser Zeit mehrere Flugrekorde auf, darunter 1912 einen Höhenrekord von 6540 Fuß (ca. 1990 Meter). Im gleichen Jahr gewann er die zum ersten Mal vergebene Mackay Trophy, ein Erfolg, den er 1934 wiederholte. Arnold entwickelte nach mehreren eigenen Abstürzen und tödlichen Abstürzen von Kameraden eine Flugangst und ließ sich deshalb vom Flugdienst beurlauben.
Im Dezember 1912 übernahm er eine Stelle im Büro des Chief Signal Officers in Washington. Aufgrund seiner Heirat wurde er 1913 aufgrund der damaligen Regulierungen von der aktiven Pilotenliste gestrichen und im selben Jahr erneut auf die Philippinen versetzt. Hier lernte er unter anderem den späteren Chief of Staff of the Army George C. Marshall kennen. 1913 wurde er First Lieutenant (Oberleutnant).
1916 kehrte Arnold in den Dienst des Signal Corps zurück und wurde Nachschuboffizier der Flugschule in Rockwell Field, Kalifornien. Hier erneuerte er seine Fluglizenz und wurde in die Panamakanalzone geschickt, wo er eine Fliegerstaffel aufstellen sollte. 1917 wurde er zum Major befördert. Nach dem Eintritt der Vereinigten Staaten in den Ersten Weltkrieg wurde Arnold nach Washington versetzt, wo er, zuletzt im temporären Rang eines Colonels (Oberst), mit Aufgaben in der Verwaltung betraut wurde. Zu seinen Aufgaben gehörte die Weiterentwicklung von Flugzeugen und Waffen. Er war unter anderem an der Entwicklung des Kettering Bug, einer frühen Vorform des Marschflugkörpers, beteiligt, den er 1918 dem Chef der American Expeditionary Forces, John J. Pershing, präsentieren sollte. Aufgehalten von der Spanischen Grippe, erreichte er Europa erst kurz vor dem Waffenstillstand von Compiègne (1918).

### Zwischenkriegszeit
Nach seiner Rückkehr aus Europa wurde Arnold 1919 zum District Supervisor des Western District of the Air Service mit Sitz in Rockwell Field ernannt. Zu seinen Mitarbeitern auf diesem Posten gehörten Carl A. Spaatz und Ira C. Eaker. Auf Arnolds Initiative hin wurden 1923 in Kalifornien die ersten Versuche zur Luftbetankung unternommen.
1924 wurde Arnold wiederum nach Washington versetzt, wo er als Informationschef unter dem Chief of the Air Service Mason Patrick diente. Er war seit seiner Zeit in Kalifornien ein Unterstützer Billy Mitchells in dessen Forderung nach einer unabhängigen Luftwaffe gewesen und wurde nach dessen Kriegsgerichtsprozess nach Fort Reily, Kansas, strafversetzt. In dieser Zeit erhielt er ein Angebot, erster Präsident der Fluggesellschaft Pan Am zu werden, entschied sich aber, seine Karriere in der Armee fortzusetzen. Trotz seiner Verbannung gelang es Arnold, zu einem Kurs am Army Staff College zugelassen zu werden, den er 1928 abschloss. Anschließend befehligte er das Fairfield Air Service Depot nahe Dayton, Ohio. 1931 wurde er zum Kommandanten des March Field in Kalifornien ernannt und zum Lieutenant Colonel (Oberstleutnant) befördert. Er übernahm 1933 auch das dort stationierte 1. Geschwader (1st Wing). Hier erneuerte er seine aus dem Ersten Weltkrieg datierende Bekanntschaft mit dem Physik-Nobelpreisträger Robert Andrews Millikan, nunmehr Leiter des nahegelegenen California Institute of Technology, sowie mit Theodore von Kármán, Direktor des Guggenheim Aeronautical Laboratory. Seine zweite Mackay Trophy errang er 1934 für einen Langstreckenrundflug mit zehn der neuen Martin B-10-Ganzmetallbomber von Bolling Field, District of Columbia nach Fairbanks, Alaska, und zurück. 1935 wurde er temporärer Brigadegeneral.
1936 wurde Arnold zum Vizechef des Army Air Corps ernannt und zum Colonel (Oberst) befördert. Im September 1938, nach dem Tod seines Chefs Generalmajor Oscar Westover, folgte er in dessen Position und wurde zum Generalmajor befördert. Zugleich erhielt er einen Sitz im Hauptausschuss des National Advisory Committee for Aeronautics. In seiner neuen Stellung setzte er sich besonders für die Zusammenarbeit mit zivilen Institutionen im Bereich Forschung und Entwicklung ein.

### Zweiter Weltkrieg
1940 entschieden Kriegsminister Henry L. Stimson und Armeestabschef George C. Marshall, die Luftstreitkräfte neu zu organisieren. Infolgedessen wurden das Army Air Corps und das Air Force Combat Command zu den United States Army Air Forces (USAAF) zusammengelegt, deren Oberbefehlshaber Arnold wurde. 1941 gründete Arnold die Air War Plans Division in Ergänzung zur War Plans Division der Army. 1941 erhielt er den Rang eines	Generalleutnants. Im März 1942 wurde Arnold auch Mitglied der Joint Chiefs of Staff sowie der Combined Chiefs of Staff und 1943 Vier-Sterne-General der Army.
Arnold legte sein Augenmerk seit dem Beginn des Krieges in Europa hauptsächlich auf die zahlenmäßige Erweiterung der Luftwaffe. So wuchsen die Army Air Forces unter seiner Führung von 2000 Flugzeugen und 21.000 Mann im Jahre 1939 auf 79.000 Flugzeuge und 2,3 Millionen Mann bei Kriegsende an. Dennoch blieb er an Innovationen wie JATO (jet-assisted take-off), Strahltriebwerken, Radar, Raketenwaffen und Gleitbomben interessiert. 1944 regte er die Gründung der Scientific Advisory Group an, deren Führung von Kármán übernahm. Obwohl er sich ursprünglich dem Gedanken der Präzisionsbombardierung verpflichtet fühlte, autorisierte Arnold das Projekt Aphrodite, das die Verwendung ausgedienter Bomber als „fliegende Bomben“ vorsah. Ungewöhnlich war auch Arnolds Entscheidung, selbst die Führung der 20. US-Luftflotte, die die B-29-Operationen gegen Japan durchführte, zu übernehmen.

Im Dezember 1944 wurde Arnold zum General of the Army befördert. Damit war er der vierte General und einzige Angehörige der Army Air Forces, der diesen Rang erhielt. Nach mehreren Herzinfarkten Arnolds schied er 1946 aus dem Dienst, sein Nachfolger wurde General Spaatz. Am 7. Mai 1949 wurde Henry H. Arnold ehrenhalber der Rang General of the Air Force zuerkannt. Er ist der einzige Inhaber dieses Ranges, der seitdem nicht mehr vergeben wurde, und auch der einzige US-Soldat, der die Rangstufe des Fünf-Sterne-Generals in zwei verschiedenen Teilstreitkräften bekleidete.
Arnold finanzierte 1945 aus seinem Etat die Gründung des Project RAND (Research ANd Development), aus dem später die RAND Corporation hervorging.

Er war Freimaurer und wurde am 3. November 1927 in der Union Lodge No. 7 in Junction City, Kansas zum Meister erhoben.

Arnold erhielt 1950 nach seinem Tod ein Staatsbegräbnis auf dem Nationalfriedhof Arlington.

### Familie
Am 10. September 1913 heiratete er Eleanor Beatrice Pool, mit der er eine Tochter und vier Söhnen bekam, von denen einer jung starb. Die drei Söhne, die das Erwachsenenalter erreichten, wurden Offiziere und erreichten alle den Rang eines Oberst.

## Ehrungen und Auszeichnungen
Ehrungen
- Arnold Air Force Base in Tennessee
- Arnold Engineering Development Center in Tennessee
- Mehrere Straßen und Plätze erhielten seinen Namen.
- 65-cent Briefmarke von 1988 mit seinem Bild
- Henry H. Arnold-Stipendium der Air Force Aid Society in Arlington, Virginia
- In der Historischen Rangordnung der höchsten Offiziere der Vereinigten Staaten wird er auf dem 20. Rang geführt.

Auszeichnungen
Arnold erhielt diverse Auszeichnungen der USA und anderer Länder, u. a.
- Distinguished Service Cross (Vereinigte Staaten)
- Legion of Merit, USA
- Großkreuzes des Order of the Bath, Vereinigtes Königreich